# Гаплогрупа J2

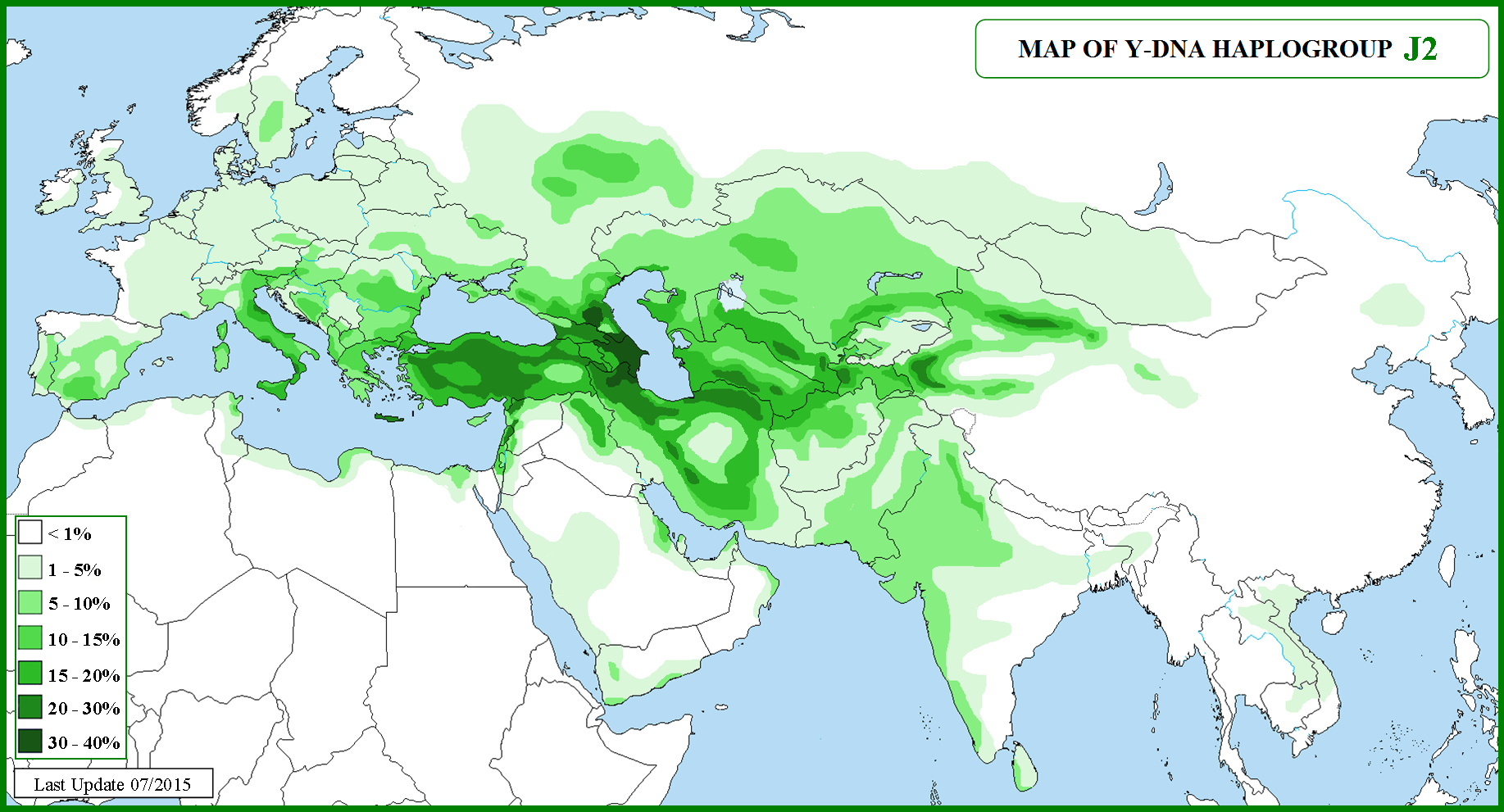
Ареал розселення носіїв гаплогрупи J2 станом на 2015 рік.

Гаплогрупа J2, або за загальною номенклатурою J-M172 є гаплогрупою людської ДНК Y-хромосоми, разом з гаплогрупою J1 є головною галуззю гаплогрупи J-M304 (гаплогрупа J).
Вважається, що гаплогрупа J2 сформувалася у Західній Азії між Родючим Півмісяцем, Лівантом та Кавказькими горами.
Сформована 31600 років тому з загальним предком 27700 років тому.
Гаплогрупа J2 поширена у Західній, Центральній й Південній Азії, Європі та Північній Африці. Найбільшої частоти сягає серед інгушів (88.8% Балановський 2011) та чеченців (55.2%). У Туреччині, з 24,28%, є першою за частотою гаплогрупою чоловічого родоводу. Серед чоловіків-українців гаплогрупа J2 за поширеністю є на 6-7-му місці й складає 3,7% (22/602).

## Географічне та етнічне поширення
Найвища частота гаплогрупи J2 серед чоловіків виявлена у нахських народів Передкавказзя, - інгушів (88%) та чеченців (56%).Обидва народи живуть на власних землях з 3000 року до Р.Х.. Хоча нахські мови споріднені з дагестанськими мовами, проте аварці, лезгини та даргинці здебільшого відносяться до гаплогрупи J1 (84% у даргинців) та у яких майже повністю відсутня гаплогрупа J2.
Серед інших кавказьких народів J2 поширена у азербайджанців (30%), грузин (27%), кумиків (25%) та вірмен (22%). Малоймовірно, що гаплогрупа J2 виникла у Закавказзі, або Передкавказзі, за низьким генетичним різноманіттям. Більшість кавказців з J2 належать гаплогрупі CTS6804, галузі, загальний предок якої жив 7800 років тому за доби неолітичної експансії на Кавказ. Чеченці та інгуші належать майже виключно до галузі Y7800, що сформувалася 2100 років тому, з загальним предком 1450 років тому. Висока частота J2 є скоріше "ефектом засновника", ніж полігамією вождів чи князів.
Поза Кавказом висока частота J2 виявлена на Кіпрі (37%), Криті (34%), у північному Іраку (28%), Лівані(26%), Туреччині (24%, з максимумом у 30% у ільче Мармара та у центральній Анатолії), Греції (23%), центральній Італії (23%), Сицилії (23%), південній Італії (21,5%) та Албанії (19,5%). Також серед євреїв частота сягає від 19 до 24,5%).
- У Східній Європі: мордовці 15,3%, казанські татари 15,1%, чуваші 14%, румуни 8,8%, молдовани 8,3%, північні росіяни 4%, українці 3,7%, литовці 0,9%
- У Центральній Європі: австрійці 8,5%, угорці 7,6%, словенці 7,5%, словаки 6,1%, німці 5,5%, поляки 5,2%, чехи 5,1%, швейцарські німці 4,2%
- У Передкавказзі: інгуші 88,8%, чеченці 55,2%, кумики 25%, балкарці 24%, адиги 21,8%, осетини 16%,
- На Балканах: критяни 34%, албанці 32,3%, греки 19,8%, болгари 16,3%, хорвати 12,7%, македонці 5,6%
- У Південній Європі: італійці 9%-36%, мальтійці 21%
- У Закавказзі: вірмени 24%, азербайджанці 24%, грузини 21%, абхази 25%,
- У Західні Азії: палестинці 35%, ліванці 30%, сирійці 29%, євреї-ашкеназі 29%, курди 28,4%, кувейтці 26%, турки 24%, іракці 24%, перси 22,5%, євреї-сефарди 15%, кіпріоти 12,9-37%,
- У Центральній Азії: уйгури 20-34%, ягнобці (етно-група таджиків) 32%, узбеки 10-16%, хазарейці 26,6%, таджики 9-31%,туркмени 16,7%, дунгани 13%, шугріанці 11%, каракалпаки 9,1%, бартангці 3%, киргизи 1,9%
- У Південній Азії: північно-індійські мусульмани-шиїти 18%, калаші (дардський нарід у горах Гіндукуша) 9,1%.

## Походження
Гаплогрупа J2  з'явилася ближче до кінця останнього зледеніння між 15000 й 22000 роками тому.
Гаплогрупа J2 не асоціюється з хліборобами що прийшли у на Балкани з Родючого Півмісяця через Анатолію. Натомість, початкові племена J2 були мисливцями-збирачами й згодом, за новокам'яної доби були чабанами вівців/кіз, що населили більшу частину Анатолії, Закавказзя та Іран до кінця останнього зледеніння 12000 років тому. Хлібородство з Родючого Півмісяця було принесено на північ до Анатолії та Балкан племенем гаплогрупи G2a, та на південь з Ліванту до Північної Африки та Аравійського півостріву - племенами E1b1b та T1a.

### Археологічні пам'ятки J2
Найстародавніші досліджені зразки J2a (M410):
- зразок знайдений у печері Хоту (Hotu) у горах Ельбурс іранському Надкаспії датований 9100-8600 роками тому (Лазарідіс, 2016),
- зразок з грузинської печери Котіас-Клде (Чиатурський район, Імеретія) 7940-7600 до Р.Х. (Джонс, 2015).

Це засвідчує що за середньокам'яної доби J2a була поширена у Закавказзі та у південному Надкаспії.
Найстародавніший зразок J2b датований 10000 роками тому з Тепе-Абдул-Хосейн (Tepe Abdul Hosein) у північно-західному Ірані належить Докерамічної неолітичної культури (Броушакі, 2016).
За тестуванням Матієсона у 2015 з 13 зразків Y-ДНК неолітичних хліборобів з Барджин-Гьоюк (тур. Barcın Höyük) у турецькій провінції Бурса, що датовані 6500-6200 роками до Р.Х., тільки один належав гаплогрупі M410 (J2a). За дослідження Лазарідіса 2016 року з 44 близькосхідних зразків Y-ДНК неолітичних хліборобів з Йорданії та західного Ірану, тільки один, вище вказаний, мезолітичний зразок належав J2a. Подібні результати отримані й у тестуванні понад 100 неолітичних зразків у Європі, - тільки два, з Угорщини, датовані 7000 роками тому, належали J2: один до Сопотської культури, й інший до До-лендельської культури.
J2 також відсутня серед усіх індоєвропейських культур мідної та бронзової діб, за винятком одного зразка M67 (J2a1b) Киятицької культури з Угорщини, датованого приблизно 1150 роком до Р.Х. (Гамба, 2014). Невелика Киятицька культура бронзової доби належала до культурно-історичної спільноти полів поховальних урн відрізняється від типових індоєвропейських культур використанням трупоспалення замість індоєвропейських одиночних могил.

### Поширення у Центральну та Південну Азію
У Центральній та Південній Азії ще не було проведено палеогенетичних досліджень, тому немає підтверджень щодо існування тут за новокам'яної доби гаплогрупи J2. Проте, дивлячись на сучасне поширення гаплогрупи J2 є змога припустити поширення J2 за новокам'яної доби через Кавказькі гори до Надволжя та Надуралля; та через північне Міжріччя, Загроські гори та Іранське плато до Центральної та Південної Азії. Перша хвиля J2 сюди скоріше одночасні з прирученням корів та кіз, що почалося 9000-8000 років до Р.Х., ніж з розвитком хліборобства у Ліванті.
Наступна хвиля J2 сюди пов'язана з розвитком металургії. Гаплогрупа J2 могла бути основним чоловічим родоводом куро-аракської культури (кінця мідної початку бронзової діб),  що поширилися з Закавказзя у Північну Месопотамії та Лівант. Після цього J2 могла поширитися у Анатолію та східне Середземномор'я з розквітом перших цивілізацій під час пізньої бронзової та ранньої залізної діб.

### Стародавні цивілізації з домінуванням J2
Декілька стародавніх держав розквітнули у краях де J2 родоводи переважали: хаттійська, хурритська, Етрускія, Мінойська, Еллада, фінікійська (та її відгалуження - карфагенська, Ізраїльське царство; та у меншій ступені: Стародавній Рим, Асирія та Персія. Усі стародавні мореплавські цивілізації бронзової та залізної діб мали домінуючу чоловічу гаплогрупу J2.

#### Поклоніння бугаю

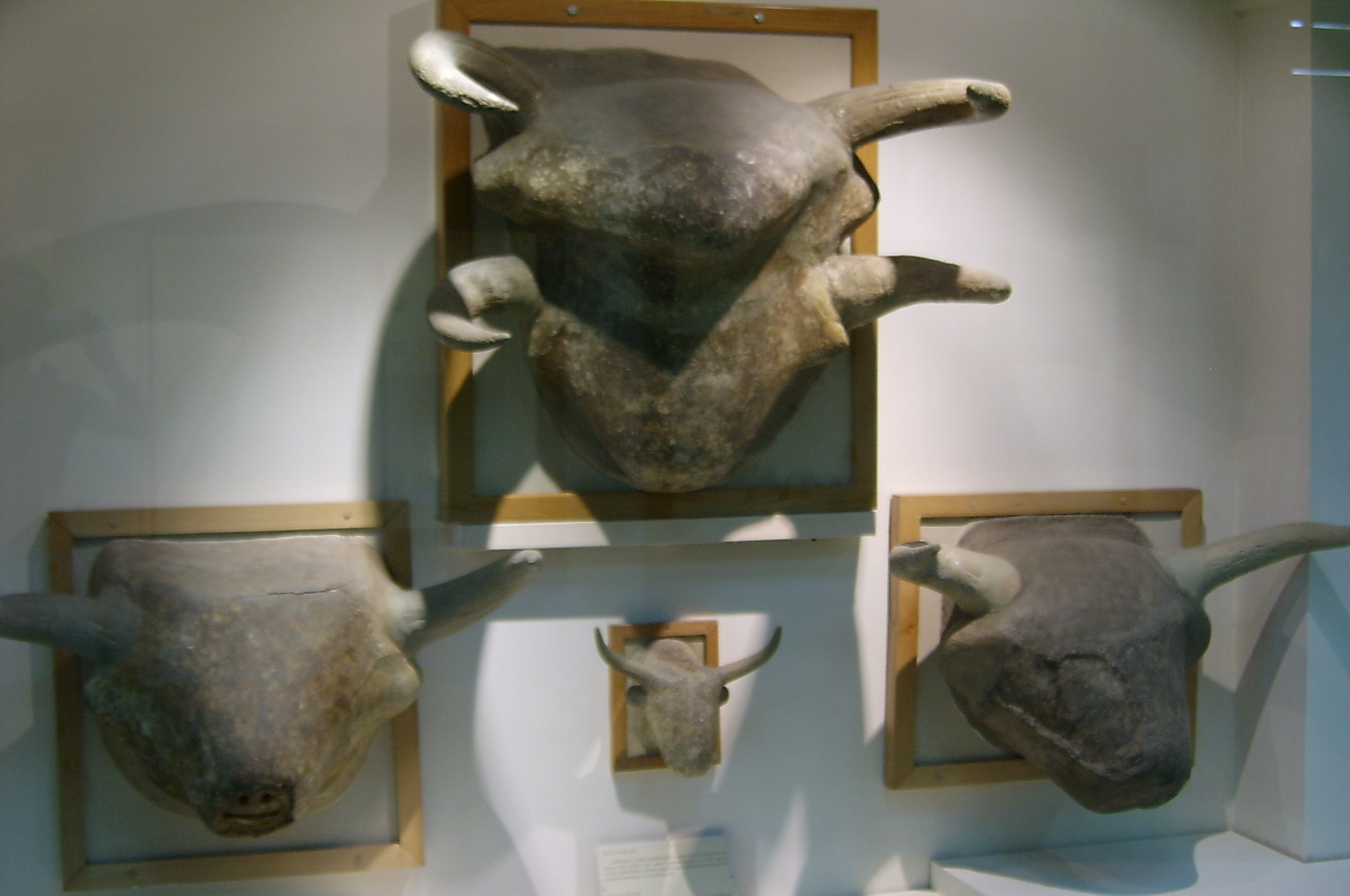
Бичі голови з Чатал-Гьоюку

Усі цивілізації з домінуючою гаплогрупою J2 були зв'язані з поклонінням бугаю. Найстародавніше свідчення культу бугая знаходиться у неолітичних пам'ятках у центральній Туреччині - Чатал-Гьоюці та Аладжа-Гьоюці (тур. Alaca Höyük). Зображення бугаїв всюди-присутнє на мінойських фресках та критській кераміці. Терракотові фігури з бичими масками та кам'яні жертівники з бичими рогами знайдені на Кіпрі з неоліту - часу поширення J2 з Західної Азії.

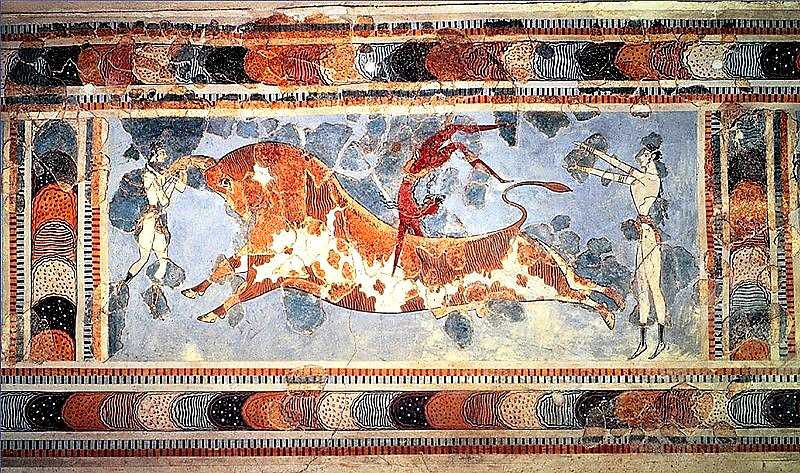
Мінойська фреска "відстрибування від бугая"

Хаттійці, шумери, вавилоняни, хананейці, карфагеняни усі мали богів-биків, що контрастує до індоєвропейських та азійських богів. Так "священна корова" Нанді в індуїзмі, що посвячена Шиві або Парваті, не походить від індоєвропейської язичницької релігії, але з харапської цивілізації. Мінойський Крит, Хіттія, Лівант, Бактрія та долина Інду мали спільний ритуал "відстрибування від надратованного бугая" (або таврокатапсія). Корида, "бій з бугаєм" триває досі в іспанській Андалузії та французькому Провансі, - краях де висока частота гаплогрупи J2.

## Історія

### Куро-аракська культура
Цілком можливо, що за куро-аракської культури (3400-2000 до Р.Х.) ранньої бронзової доби головними чоловічими родоводами були гаплогрупи J2a, J1-Z1828, L1b, T1a-P77 та G2a-L293. Куро-аракська культура займала простори східного Передкавказзя, Закавказзя, Східної Туреччини, північно-західного Ірану.
Чоловіки гаплогрупи J2 складали значну частку серед цивілізацій бронзової та залізної діб хуритів, Ассирії, хіттійців. З поширенням бронзового ливарства поширилися з куро-аракської культури через Іранське нагір'я у долину Інду й гаплогрупа J2, де сформувалася Хараппська цивілізація.

### Історія J2 Крита та мінойців
Мінойська цивілізація, що постала з 2700 року до Р.Х., могла бути сформована хвилею переселення бронзових металургів з куро-аракської культури. 
Сучасні критяни мають, що отожнюються з народом куро-аракської культури: J2a - 32%, G2a - 11%, J1 - 8,5% та L разом з T - 2,5%. Критяни мають найбільшу частку гаплогруп J2a та J1 у популяції в Європі.

### Історія J2 Італії
Сицилія, Калабрія (26% - найвища частота J2 у Європі після Криту) та Базиліката були колонізовані іонійцями та дорійцями. Саме ці південні італійські краї населені типово закавказькими гаплогрупами G2a-L297, J1-Z1828 та J2a-L581, а також великий рівень за європейською нормою близькосхідного та кавказької аутосомальних домішок. Виглядає так, що багато галузей J2a (наприклад M319, Z7671, F3133, Z6046 та L581) потрапили з Закавказзя за поширення мідної доби. Таке куро-аракське походження народ Південної Італії отримав від мінойських греків Егейських островів.
Висока частота J2a у решті Італії завдячує приходу етрусків з західної Туреччини до північної та центральної Італії та поширенню грецьких колоністів з Південної Італії на північ.
Італійські підгалузі J2a, що концентруються переважно у Південній Італії (M319, M92, Z467, Z7671, усі підгалузі L558) імовірно мають грецьке походження.  M319, одна з головних галузей J2a1 у Греції, Італії та Західній Європі, сягає вищої частоти на Криті - 6-9%.

### Історія J2 Іберії
Присутність на Іберійському півострові J2a завдячує активним стародавнім мореплавцям-колоністам: фінікійцям, грекам, карфагенянам, римлянам та євреям. in Iberia. Більша частота на півдні Іспанії гаплогруп J2a, J1, E1b1b та T вказує на головну роль фінікійців та карфагенян у їх поширенні. Саме вони заснували тут найстародавніше іберійське місто Гадір/Гадіз (сучасний Кадіс). Ідентичність назв грузинської Іберії та іспанської Іберії. Спорідненні риси між грузинською, вірменської з одної сторони та баскською мови - з іншої вказує на таку стародавню міграцію.

## Зовнішня структура
Гаплогрупа J2, разом з гаплогрупою J1 є частиною гаплогрупи J (M304), так званої "семітською". Її попередницею є гаплогрупа IJ (M429) у межах якої вона споріднена з "стародавньо європейською" гаплогрупою I. Гаплогрупа IJ є частиною гаплогрупи IJK (M522|M523) у межах якої вона Гаплогрупа J2 споріднена з усім поза-африканським чоловічим населенням.
- IJK (M522|M523)
  - IJ (M429/P125)
    - I (M170)
      - I1 (M253)
      - I2 (M438)

    - J (M304)
      - J1 (M267)
      - J2 (M172)

  - K (M9)

## Внутрішнє дерево
- J2 (M172)
  - M410 (J2a)
    - PF4610 (J2a1)

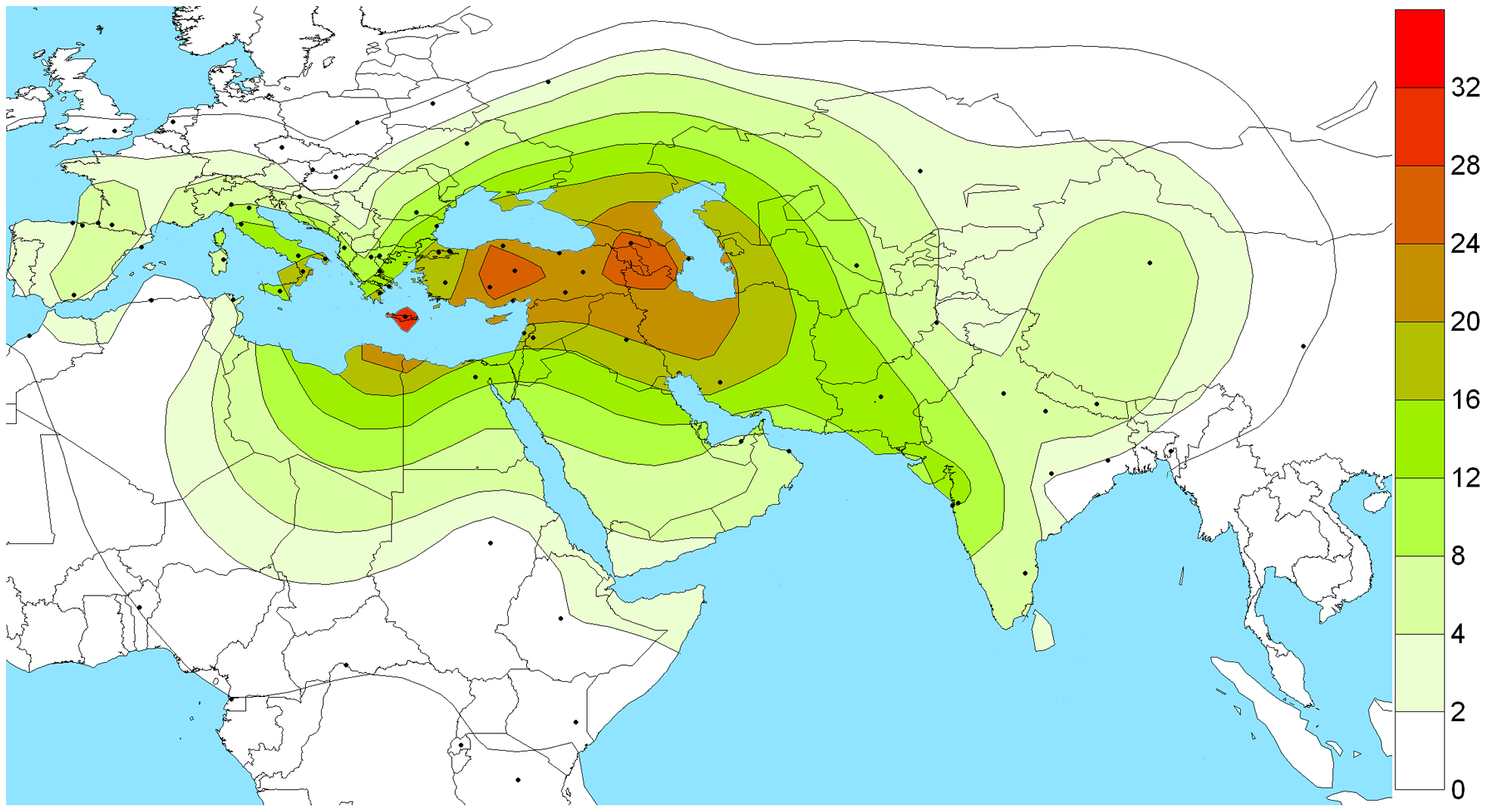
Поширення J-M410 (J2a)

      - L26 - до гаплогрупи належить приблизно половина українців-носії J2
        - PH5087
          - PH5116 - до її підгалузі M67 належить приблизно чвертина українців-носії J2
          - PF5160 - до її підгалузі L25 належить приблизно половина українців-носії J2

        - Z6064
          - Z6055
          - Z39762

        - P81
        - M339

      - Z6046
        - Z6050
          - S15572 - виявлена у Йорданії, Росії (Кабардино-Балкарія), Україні (Одеса, Львів), Австрії, Італії
          - Y31775 - виявлена у Пакистані (Панджаб) та Індії (Панджаб)

        - Y12379
          - Y12378 - виявлені у Грузії (Сванетія, Аджарія, Кахетія), Росії (Чечня, Осетія), Туреччині (Трабзон)

      - PF831

    - PF5008 (J2a2) 0 виявлені у Лівані, Іраку, Туреччині (Кайсері, Сивас), Албанії, Італії, Іспанії (Мурсія), Катарі, Пакистані, Індія (Анхра-Прадеш)
      - L581
        - Z37823
          - PF5000
          - Y31564

  - M102 (J2b)
    - M205 (J2b1) - належать деякі українці-носії J2
      - CTS1969 - виявлена у Палестині, Катарі, Італії, Іспанії, Англії
        - YP13
          - PF7300
            - YP7
            - YP22

        - Y22037

      - Y22059 - виявлена у Сербії та Боснії
        - Y22069

    - Z1825 (J2b2) - до неї належить майже половина українців-носіїв J2
      - M241
        - L283
          - Z600
            - Z585 - виявлені у Лівані, Ізраїлі, Болгарії, Албанії, Україні (належить майже третина українців-носіїв J2), Росія (Смоленськ, Тула, Рязань, Мордовія, Татарія, Башкірія), Польщі, Чехії, Німеччині (Рейнланд-Пфальц, Баден-Вюртемберг), Італії, Франції, Іспанії (Сарагоса), Португалії, Бельгії (Фландрія), Англії, Шотландії, Швеції, Норвегії, Індії (Керала)
            - YP157 - виявлені у Італії

          - YP29 - виявлені у Італії

        - Z2432
          - Z2433
            - Z2437 - виявлені у Пакистані, Індії, Бангладеш, Шрі-Ланці
            - Y978 - виявлені у Індії, Шрі-Ланці

          - Y28235 - виявлені у Сирії, Індії, Шрі-Ланці
            - Y28237

      - Z2453
        - Z42942 - виявлена у Катарі та Сибіру
          - Z42983

        - Y18039 - виявлена у Палестині (Самарія) та Італії
          - Y31143

### J-L26
L26 (J2a1) сформувалася 18300 років тому. Загальний предок жив 16300 років тому.
Найближче розгалуження дерева J-L26:
- L26
  - PH5087
    - PH5116
      - PF5119
        - L558 - сформувалася 18300 років тому. Загальний предок жив 16300 років тому
          - M67 - приблизно чверть українців-носіїв J2 належить цій гаплогрупі
          - Y5014

        - Z6065
          - Y7687
          - Y13341

      - J43668

    - PF5160
      - L24 - сформована 15500 років тому; загальний предок жив 13900 років тому; найпоширеніша гаплогрупа J2a, з поширенням від Європи й Північної Африки до Південної Азії
        - L25 - сформована 13900 років тому; загальний предок жив 9100 років тому; основна галузь L24; приблизно чверть українців-носіїв J2 належить цій гаплогрупі
          - F3133 - сформована 9100 років тому; загальний предок жив 8800 років тому; виявлена у Сирії, Саудівській Аравії, Катарі, Пакистані, Індії та Нідерландах
          - Z438 - сформована 9100 років тому; загальний предок жив 9100 років тому; виявлена у Лівані, Іраці, Саудівській Аравії, Бахрейні, Італії, Іспанії, На Азорських островах, Австрії, Швейцарії, Нідерландах, Англії, Шотландії, Польщі, Білорусі, Литві, Кабардино-Балкарії
          - PH4888 - сформована 9100 років тому; загальний предок жив 8000 років тому; виявлена у Катарі, Вірменії, Україні, Італії, Швеції та серед євреїв-ашкеназі (гаплогрупа F659 з переважанням прізвищ Кац та Кохан-Коен)

        - PF2254
        - M158 - виявлена у Туреччині, Іберійському півострові, Пакистані та Індії
        - L84 - невелика гаплогрупа виявлена на Балканах

      - PF5197
        - PF5172
          - PF5169

        - YSC0000235
          - Y9336
          - Y18934

  - Z6064
    - Z6055
      - Z6057
        - Y7013 - сформована 11400 років тому; предок 10300 років тому;

      - Y21500

    - Z39762
      - Y32697

  - P81 - мізерна гаплогрупа в Анатолії
  - M339 - мізерна гаплогрупа в Анатолії

#### J-M67
M67 (J2a1b) сформувалася 18300 років тому. Загальний предок жив 16300 років тому.
Сформована 16000 років тому; загальний предок жив 14700  років тому. Серед українців до неї відносяться приблизно чверть носіїв J2.
Найбільш поширена гаплогрупа на Кавказі серед інгушів, чеченці, грузин, осетин, балкарців) та серед євреїв й ліванців. M67 також широко поширена за заході Індії, Арабському півострові, Туреччині (особливо на північному заході), Греції (особливо на Криті), Італії (особливо у Марке та Абруззо) та Іберійському півострові.
J-M67 можливо є головним родоводом бронзової доби, що поширився з Закавказзя на захід до Греції й на схід до Індської долини.
Найближче розгалуження дерева J-M67:
- M67
  - Z7671
    - CTS900
      - Y3020 - виявлена Палестині, на північному сході Туреччині, Саудівській Аравії, у Грузії (Сванетія, Абхазія, Мешхетія, Кахетія), Вірменії, Росії (Чечня, Інгушетія, Дагестан, Татарстані), у румунській частині Молдавії, Латвії, Італії, Іспанії, на Мадейрі, Швейцарії, Нідерландах, Англії, Швеції

    - V2639
      - Y13668 - виявлена у Чечні
      - Y25813 - виявлена у Північній Осетії та Грузії (Сванетія)

  - Z500
    - M92
      - Z8096 - виявлена у Болгарії, Румунії, Молдові, Україні, Білорусі, Литві, Угорщині, Польщі, Чехії, Німеччині (Баварії, Баден-Вюртемберг, Гессен, Рейнланд-Пфальц, Саксонія), Нідерландах, Італії, Іспанії, Саудівській Аравії
      - PF7412 - виявлена в Італії, Португалії, Ірландії, Катарі

    - Y6240 - виявлена у Лівані, Греції, Польщі, Італії
      - PF7394

  - Y4036
    - Z467
      - L210 - виявлена в Італії, Угорщині, Вірменії, Україні (Галичина, Надбужжя), Білорусі, Польщі, Австрії, Німеччині (Баварія), Англії. До цієї гаплогрупи відноситься родовід Ротшильдів (L210-Z489-Z482-Y15222-Y15223-Y15238-U23161-Y23457)
      - S11842 - виявлена в Туреччині, Болгарії, Італії, Німеччині (Баварія, Мекленбург),
      - FGC45722 - виявлена в Індії та Ірландії

    - Y17067 - виявлені в Італії
      - Y16995

#### J-Y5014
Y5014 сформувалася 14700 років тому. Загальний предок жив 13400 років тому.
Найближче розгалуження дерева J-Y5014:
- Y5014
  - M319 (J2a1d) - сформована 13400 років тому; загальний предок жив 12000  років тому. Переважно виявлена у Греції (особливо на Криті) та Італії. З малою частотою виявлена у Західній Європі (можливо рознесений стародавніми римлянами)
    - Y5009
    - Y20889
    - Y16817

  - Y8344
    - Y8356
    - Y32691

#### J-Z6065
Z6065 сформувалася 14700 років тому. Загальний предок жив 13500 років тому.
Найближче розгалуження дерева J-Z6065:
- Z6065
  - Y7687
    - M47 - сформована 12800 років тому; загальний предок жив 4700 років тому; виявлені з невеликою частотою (1-5%) у Грузії, Туреччині, Ірані, Іраці та державах Перської затоки
      - Y14675 - виявлені в Іраці, Кувейті, Саудівській Аравії та Катарі
      - Y7715 - виявлені в Іраці, Саудівській Аравії, Бахрейні, Катарі, ОАЕ та Пакистані
      - Y3740 - виявлені в Індії

    - Y9268
      - Y37496 - виявлені у Вірменії

  - Y13341
    - FGC15895
      - YP879 - виявлені у Вірменії, Саудівській Аравії та Італії

    - Z7509
      - Z7507 - виявлені у Пакистані
      - Y31165 - виявлені у Лівані

#### J-PF5169
PF5169 сформувалася 13900 років тому. Загальний предок жив 11800 років тому.
Малочисельна гаплогрупа.
Найближче розгалуження дерева J-PF5169:
- PF5169
  - PF5174
    - Z7308
      - S26364 - виявлена у Саудівській Аравії, Катарі, Пакистані, Індії, Бангладеші та Шрі-Ланці
      - Z7366 - виявлена в Італії, Пакистані та Шрі-Ланці

    - PF5177
      - PF7421 - виявлена у гірському Лівані, Палестині та в Італії
      - PF5252 - виявлена на Кубані та в Італії

  - FGC16096
    - L198
      - Z40068 - незначна гаплогрупа виявлена у Туреччині, Саудівській Аравії, Угорщині та Швейцарії
      - M419 - незначна гаплогрупа виявлена у північному Ірані, Індії та Німеччині

    - L1064
      - FGC16079 - виявлена у Саудівській Аравії та Англії
      - Y616 - виявлена у Франції та Німеччині

#### J-Y7013
Y7013 сформувалася 11400 років тому. Загальний предок жив 10300 років тому.
Малочисельна гаплогрупа.
Найближче розгалуження дерева J-Y7013:
- Y7013
  - Y7010 - сформована 10300 років тому; предок 10300 років тому;
    - Y13128 - сформована 10300 років тому; предок 8600 років тому; виявлена у Італії, Португалії, Англії та Шотландії
    - M68 - невеличка галузь виявлена у Іраці, Пакистані, Індії та Шрі-Ланці

  - Y28259 - сформована 10300 років тому; предок 8600 років тому; виявлена у Португалії

## J2 серед українців
За даними трьох груп Familytree DNA, де сконцентровані українці, носіями J2 (M175) є 22 з 602, тобто 3,7%.
З достатньо глибоко досліджених зразків J2:
- 11 належать до J-L26 (J2a1; 52,4%),
  - з глибоко досліджених 4 належать до M67 й 4 - до L25,
- 9 належать до J-Z1825 (J2b2; 42,9%),
  - з глибоко досліджених 4 належать до Z638,
- 1 належать до J-M205 (J2b1; 4,8%),
  - єдиний зразок належить Y18947.

## Відомі носії J2
- Ротшильди - англійські магнати; нащадки німецьких євреїв; носії J2a1-Y23457 (підгалузь M67, Z467 та Y15238),
- Джон Кюртин — прем'єр-міністр Австралії (1885-1945), носій J2a1-F3133, його сім'я належить Y14698 (також знаний як FGC9962), підгалузь Z7706 та Y14699,
- Майк Ніколс (Михайло Ігорович Пешковський; 1931-2014) - американський режисер та актор; володар премій Еммі, Оскара, Греммі, Тоні; нащадок сибірських євреїв, носій J2a1b (M67),
- Олександр Жулін - російський танцор на льоду,
- Берні Сандерс — американський сенатор від штату Вермонт; нащадок українських євреїв з Галиччини; носій J2a,
- Адам Сендлер - американський актор й режисер; нащадок російських євреїв; носій J2a1-Z30390 (підгалузі M67 та L210),
- Бен Аффлек - американський актор й продюсер; носій J2a1d (M319).

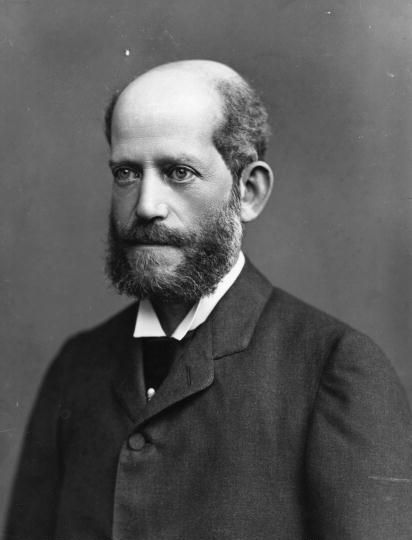
Фердінанд де Ротшильд
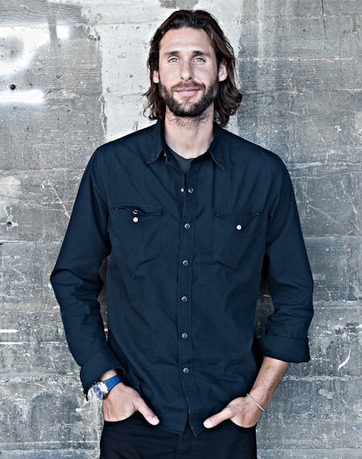
Девід де Ротшильд
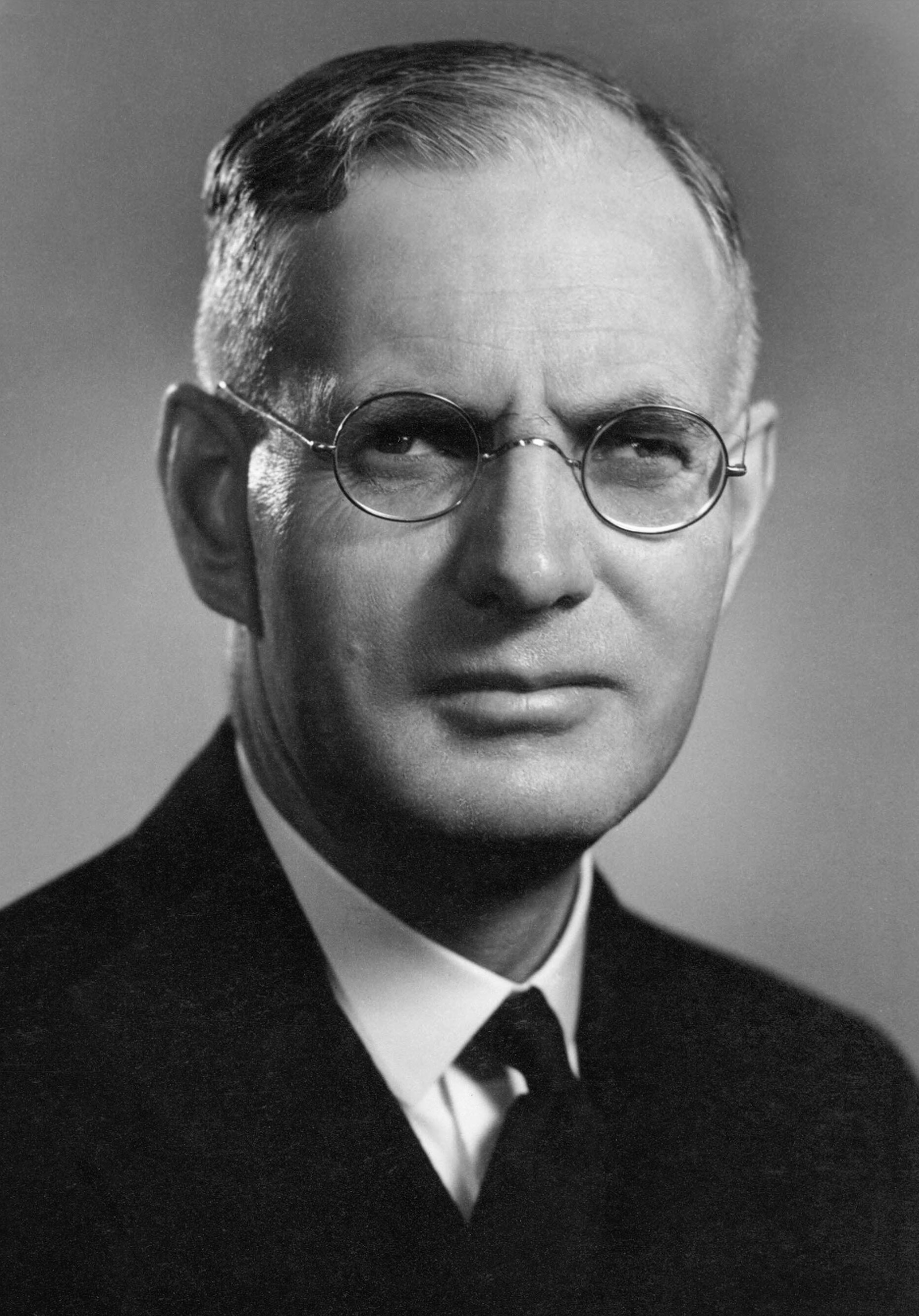
Кюртин
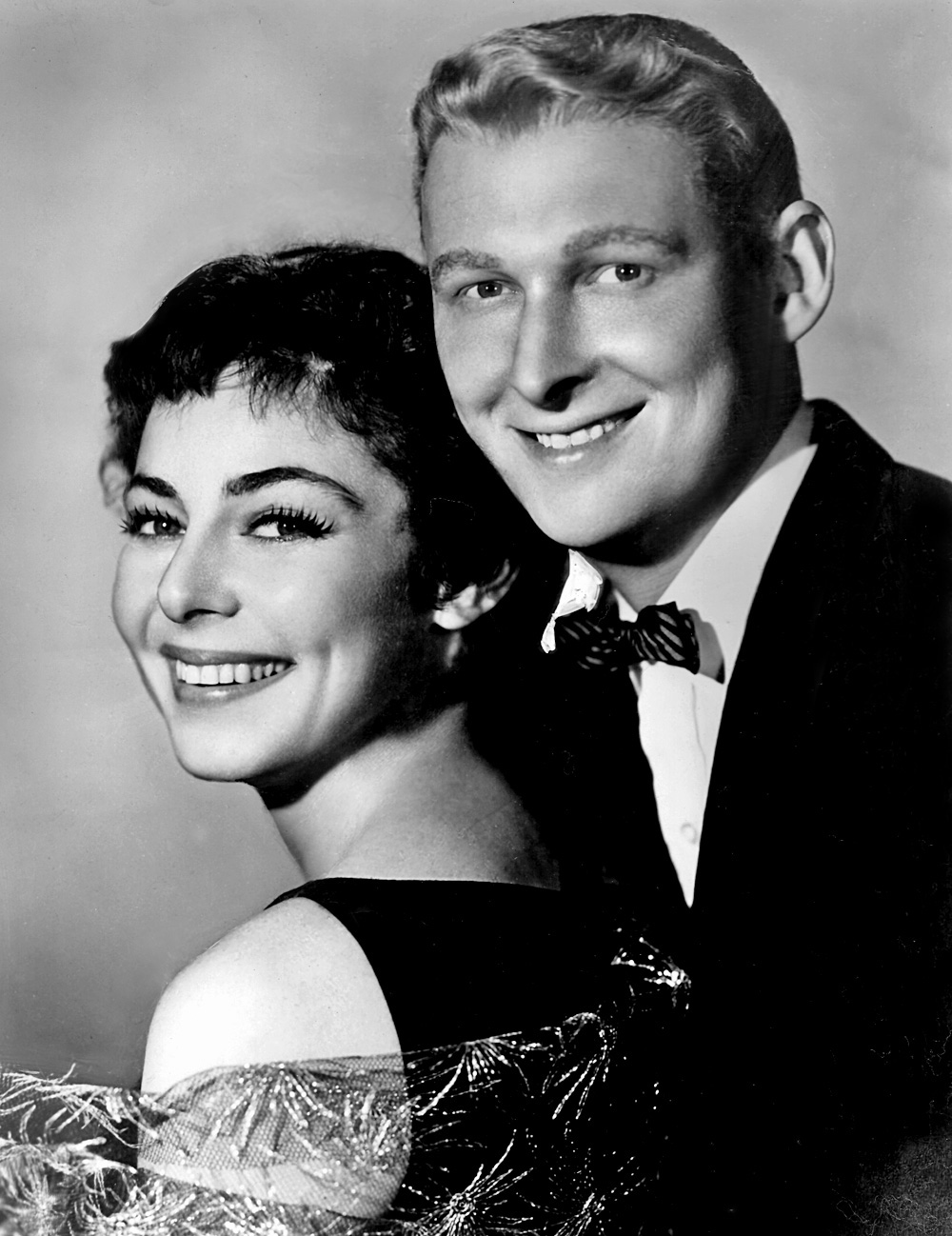
Ніколс (Пешковський)
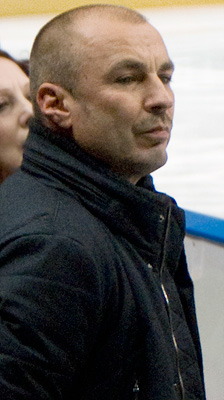
Жулін
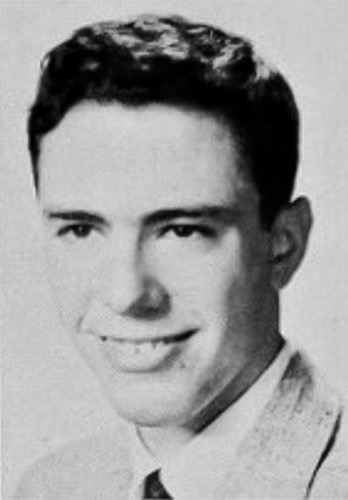
Сандерс
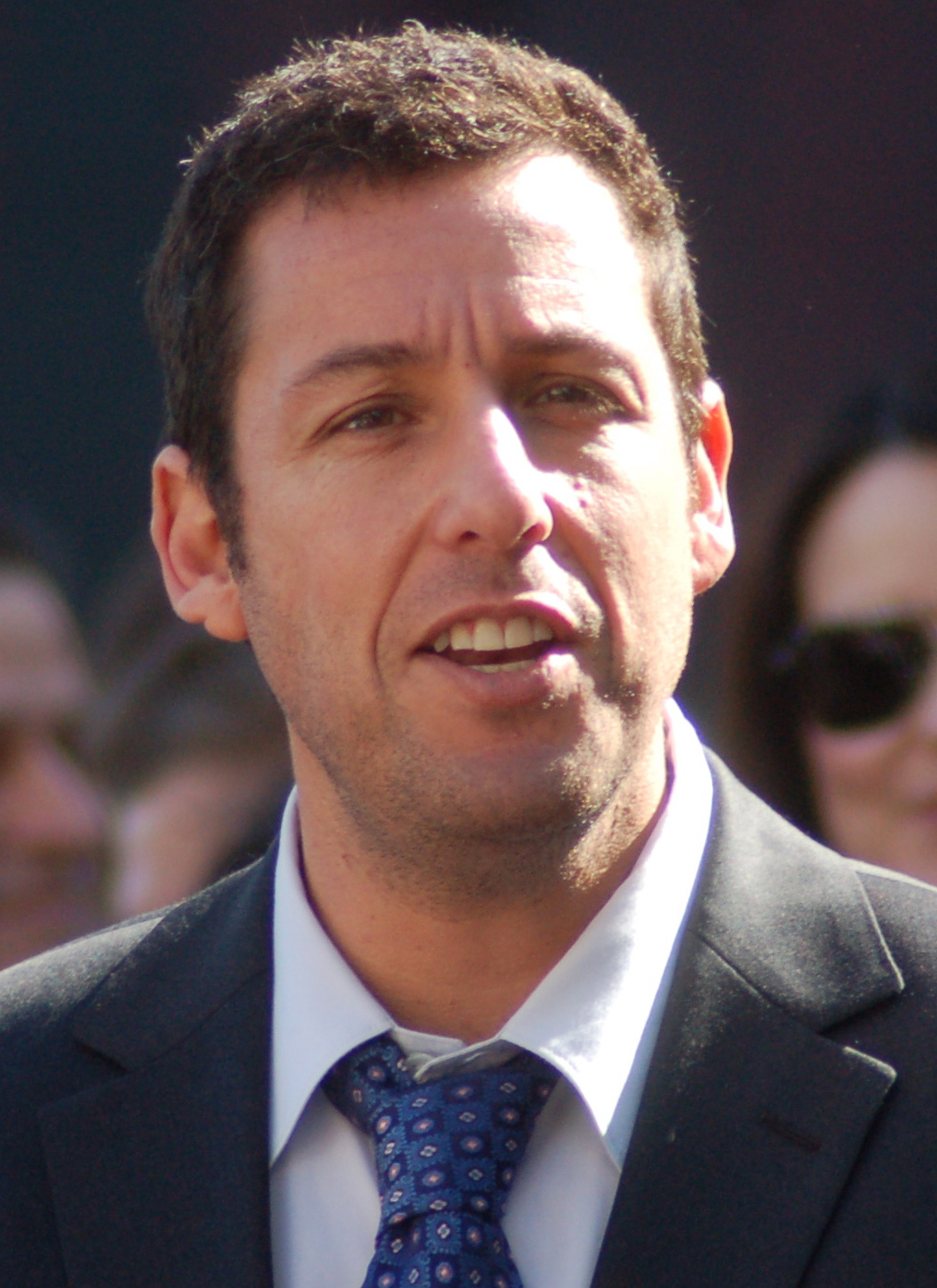
Сендлер
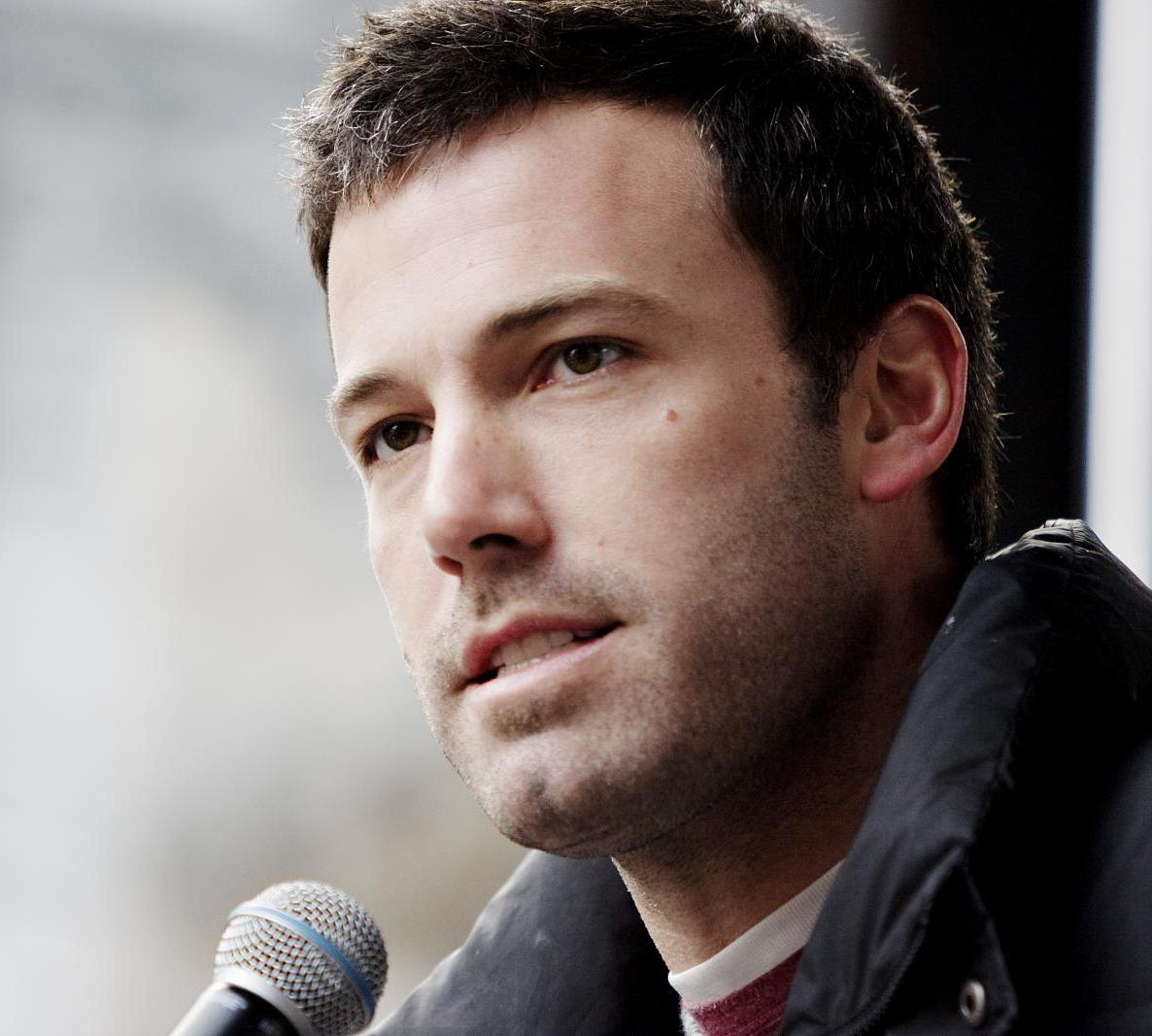
Аффлек